# Межжерін Олексій Степанович
Олексі́й Степа́нович Межже́рін (23 березня 1905 , Починок, Єльнінський повіт, Смоленська губернія, Російська імперія  — січень 1981 , Київ, Українська РСР, СРСР ) — український радянський державний і партійний діяч. Депутат, секретар Президії Верховної Ради УРСР 1-го скликання (1938–1947).

## Біографія
Народився 23 березня 1905 року в бідній селянській родині в селі Починок, тепер місто Починок, Смоленська область, Росія. У 1915 році закінчив три класи початкової школи в селі Починок. Працював у сільському господарстві. У 1923 році вступив до комсомолу.
У жовтні 1924 — жовтні 1925 року — заступник голови, голова Починківської селищної ради Єльнінського повіту. У жовтні 1925 — вересні 1926 року — вантажник станції Починок Московсько-Білорусько-Балтійської залізниці. У вересні 1926 — листопаді 1927 року — помічник машиніста паровозу Дніпропетровського металургійного заводу імені Карла Лібкнехта.
У листопаді 1927 — жовтні 1929 року — служив в РСЧА: курсант навчальної школи 15-го бронепоїзду Українського військового округу.
Член ВКП(б) з грудня 1928 року.
У жовтні 1929 — травні 1933 року — секретар партійного осередку Дніпропетровського металургійного заводу імені Карла Лібкнехта. У травні — листопаді 1933 року — секретар партійного осередку відділу робітничого постачання. У листопаді 1933 — січні 1934 року — завідувач відділу культурно-просвітницької роботи партійного комітету вагонного депо залізничної станції Дніпропетровськ. У січні — травні 1934 року — партійний організатор транспортного цеху Дніпропетровського металургійного заводу імені Комінтерну. У 1934 році закінчив два курси вечірнього філіалу Промислової академії в місті Дніпропетровську.
У травні — вересні 1934 року — заступник начальника політичного відділу Ульяновської машинно-тракторної станції (МТС) із партійно-масової роботи у селі Васильківці Дніпропетровської області. У вересні 1934 — лютому 1935 року — заступник начальника політичного відділу МТС, у лютому 1935 — жовтні 1936 року — заступник директора з політичної частини Іванівської машинно-тракторної станції (МТС) Дніпропетровської області.
У жовтні 1936 — квітні 1937 року — курсант українських курсів марксизму-ленінізму при ЦК КП(б)У в місті Києві.
У квітні — вересні 1937 року — заступник секретаря Магдалинівського районного комітету КП(б)У Дніпропетровської області. У вересні — грудні 1937 року — 1-й секретар Петропавлівського районного комітету КП(б)У Дніпропетровської області. У грудні 1937 — травні 1938 року — завідувач відділу керівних партійних органів Дніпропетровського обласного комітету КП(б)У.
У травні — червні 1938 року — виконувач обов'язків 2-го секретаря Одеського обласного комітету КП(б)У. У червні — серпні 1938 року — завідувач відділу керівних партійних органів Одеського обласного комітету КП(б)У.
З 25 липня 1938 по березень 1947 року — секретар Президії Верховної Ради Української РСР.
З 1 жовтня 1938 року — член Комісії по попередньому розгляду скарг та клопотань про помилування при Президії Верховної Ради УРСР.
Під час німецько-радянської війни працював у оперативній групі при штабі Південного фронту.
У травні 1947 — серпні 1951 року — заступник міністра лісового господарства Української РСР з кадрів.
У грудні 1951 — лютому 1954 року — директор лісового господарства міста Зубцова Калінінської області РРФСР. У лютому — липні 1954 року — не працював.
У липні 1954 — листопаді 1955 року — заступник начальника з політичної частини спеціальної монтажної контори Південно-Західної залізниці тресту «Містремтунель» у місті Києві. У листопаді 1955 — березні 1956 року — не працював. У березні 1956 — листопаді 1957 року — завідувач житлово-побутового відділу Українського республіканського комітету профспілки робітників харчової промисловості. У листопаді 1957 — лютому 1958 року — не працював. Проживав у місті Києві.
З лютого 1958 року — персональний пенсіонер республіканського значення. Помер у Києві в січні 1981 року.

## Нагороди
- ордени
- медаль «За трудову доблесть»
- медаль «За перемогу над Німеччиною у Великій Вітчизняній війні 1941–1945 років»